# 天主教開曼群島自治傳教區
天主教開曼群島自治傳教區（拉丁語：Missio sui iuris insularum Cayanensium）是開曼群島一個羅馬天主教自治傳教區，附屬於金斯頓總教區，牧民工作由美國底特律總教區負責。
自治傳教區於2000年7月14日成立。2006年有教友6,689人，佔轄區總人口11.4%。傳教區下轄兩個堂區，有兩名司鐸。神長由底特律總教區總主教兼任，現任神長為易瀾·亨利·韋立仁。

## 自治傳神長列表
- 亞當·梅達樞機（2000年7月14日－2009年1月5日）
- 易瀾·亨利·韋立仁（英语：Allen Henry Vigneron）總主教（2009年1月28日至今）